# Detroit (película)
Detroit es una película estadounidense de 2017, dirigida por Kathryn Bigelow y escrita por Mark Boal. Está basada en los disturbios de Detroit en 1967.
Se estrenó en el Fox Theatre de Detroit el 25 de julio de 2017. El 28 de julio de 2017 se inició la proyección en algunos cines de los Estados Unidos y el 4 de agosto de 2017 se estrenó en todo el país.

## Producción
En enero del 2016 se anunció que Kathryn Bigelow y el guionista Mark Boal trabajan por tercera vez juntos después de The Hurt Locker y Zero Dark Thirty en una película sobre los disturbios de 1967 en Detroit. La fotografía principal tuvo lugar el verano de 2016 con el objetivo de estrenar la cinta en 2017, coincidiendo con el cincuenta aniversario de los hechos.

## Reparto
| - John Boyega como Melvin Dismukes. - Will Poulter como Philip Krauss. - Algee Smith como Larry Reed. - Jacob Latimore como Fred Temple. - Jason Mitchell como Carl Cooper. - Hannah Murray como Julie Ann. - Kaitlyn Dever como Karen. - Jack Reynor como Demens. - Ben O'Toole como Flynn. - John Krasinski como el abogado Auerbach. - Anthony Mackie como Greene. - Joseph David-Jones como Morris. - Ephraim Sykes como Jimmy. - Leon Thomcomo III como Darryl. | - Nathan Davis Jr. como Aubrey. - Peyton Alex Smith como Lee. - Malcolm David Kelley como Michael Clark. - Gbenga Akinnagbe como Aubrey Pollard Sr. - Chris Chalk como el agente Frank. - Jeremy Strong como el abogado Lang. - Laz Alonso como John Conyers Jr. - Austin Hébert como Roberts, de libertades condicionales. - Miguel Pimentel como Malcolm. - Kristopher Davis como cliente del Blind Pig. - Samira Wiley como Vanessa. - Tyler James Williams como Leon. - Glenn Fitzgerald como el detective Anderson. |